# Theodor Kipp
Louis Theodor Kipp (7 de março de 1862 – 2 de abril de 1931) foi um jurista alemão, que é talvez mais conhecido por sua teoria da "dupla nulidade", no qual um contrato nulo pode ser contestado em algumas circunstâncias. Também fez contribuições importantes ao direito de família e ao direito das sucessões.

## Biografia
Theodor Kipp nasceu em 1862.
Estudou direito na Universidade de Göttingen, com Rudolf von Jhering e na Universidade de Leipzig com Bernhard Windscheid.
Ele obteve seu doutorado em 1883, começou a advogar em Leipzig, em 1887, e foi nomeado professor associado na Universidade de Halle.
Em 1889, foi nomeado professor de direito Romano e civil na Universidade de Quiel, e em 1893 tornou-se professor das mesmas matérias na Universidade de Erlangen.
De 1899 a 1900, foi reitor da Friedrich-Alexander-Universität Erlangen-Nürnberg. Foi também editor do Bürgerliches Gesetzbuch (Código Civil), que entrou em vigor em 1900.
A partir de 1901 Kipp lecionou na Universidade de Berlim. Em 1914, ele substituiu o físico Max Planck como reitor da universidade. No mesmo ano, Kipp foi um dos signatários da carta "Ao Mundo Civilizado (To the Civilized World)", assinada por 93 professores Alemães, que ficou conhecida como o Manifesto dos Noventa e Três - na qual os signatários repudiaram a atribuição da responsabilidade pelo início da I Guerra Mundial (1914-18) à Alemanha, negaram acusações de violação de direito internacional pela Alemanha, principalmente ao invadir a Bélgica.
Kipp foi reitor da Universidade de Berlim até 1915.
Ele foi presidente da Sociedade de Direito de Berlim de 1929 a 1931. Theodor Kipp morreu em Ospedaletti na Riviera Italiana, no dia 2 de Abril de 1931.

## Obras
Kipp publicou uma história das fontes do direito Romano em 1896, que ainda teria várias edições.
Ele editou as 8ª e 9ª edições do livro de Bernhard Windscheid sobre o Direito das Pandectas (Pandektenrecht).
Kipp é mais conhecido por sua teoria da "dupla nulidade", onde um contrato nulo ainda pode ser contestado.
Este foi apenas gradualmente aceito, mas veio a ser usado posteriormente em diversas áreas, do direito trabalhista ao direito do consumidor.
Ele escreveu várias monografias sobre a história do direito e sobre o direito civil, e fez importantes contribuições para o direito de família (1912) e para o direito de sucessões (1911).

## Publicações
Sua publicações incluem:
- Kipp, Louis Theodor (1887). Die Litisdenuntiation als Prozeßeinleitungsform im römischen Civilprozeß (in German). Leipzig: Breitkopf & Härtel.
- Kipp, Louis Theodor (1888). "Erörterungen zur Geschichte des römischen Civilprocesses und des interdictum quorum bonorum". Festgabe zu Bernhard Windscheids fünfzigjährigem Doctorjubiläum (in German). Halle (Saale): Niemeyer. pp. 65–122.
- Kipp, Louis Theodor (1896). Quellenkunde des römischen Rechts (in German). Leipzig.
- Kipp, Louis Theodor (1903). Weitere Auflagen: Geschichte der Quellen des römischen Rechts (in German). Leipzig.
- Kipp, Louis Theodor (1899). Der Parteiwille unter der Herrschaft des deutschen Bürgerlichen Gesetzbuchs (in German). Erlangen: K. B. Hof- und Universitätsbuchdruckerei von Fr. Junge.
- Kipp, Louis Theodor (1903). Rechtswahrnehmung und Reurecht. Sonderausgabe (in German). Berlin: Liebmann.
- Kipp, Louis Theodor (1908). Heinrich Dernburg (in German). Leipzig: Deichert.